# Liste der Straßen und Plätze in Flensburg/M
| Name                                           | Hintergrund | Koordinate                                        | Schild |
| ---------------------------------------------- | --- | ------------------------------------------------- | ------ |
| Machandelhof Enebærgården/Machandelgården      | Mit Machandel ist die niederdeutsche Bezeichnung für Wacholder, mit Hof eine Sackgasse gemeint. Die benachbarten Straßen wurden ähnlich benannt. | Lage, Mürwik (PLZ 24944)                          |        |
| Mads-Clausen-Straße Mads Clausens Gade         | Benannt nach Mads Clausen, dem Firmengründer von Danfoss. Das Kompressorenwerk von Danfoss in der Flensburger Nordstadt wurde 2010 an das Beteiligungsunternehmen Aurelius verkauft. Das Nachfolgeunternehmen der Danfoss-Kompressorensparte von Danfoss firmiert seitdem unter dem Namen Secop. Das Werksgelände in der Nordstadt wurde 2013 von der Firma Flensburger Fahrzeugbau übernommen. Secop verblieb als Mieter in einer der Werkshallen. | Lage, Nordstadt (PLZ 24939)                       |        |
| Maisstieg                                      | Die abzweigenden Straßen westlich und südlich der Gartenstadtallee wurden mit ihrer Benennung mit verschiedenen Getreidesorten in Zusammenhang gebracht. | Lage, Weiche (PLZ 24941)                          |        |
| Marderhof Mårgården                            | Die Straße wurde nach der Tierart benannt; vgl. Marder. Der Straßenname bildet mit den benachbarten Straßennamen eine Gruppe einheimischer, wild lebender Tiere. | Lage, Weiche (PLZ 24941)                          |        |
| Margarethenstraße Margrethegade                | Ein Straßenname mit Bezug zur Duburg. Die Duburg wurde unter Margarethe I. errichtet. | Lage, Neustadt (PLZ 24939)                        |        |
| Maria-Christina-Lorck-Straße                   | Benannt nach Maria Christina Lorck, die zusammen mit ihrem Stiefvater, dem Kaufmann Christian Thomsen und ihrem Onkel, dem Ratsverwandten Jess Lorenzen Lorck sowie Hans Clausen, dem Bürgermeister für die St. Mariengemeinde, das Flensburger Waisenhauses gründete. Die Straße wurde mit Hochfeld angelegt. | Lage, Tarup (PLZ 24943)                           |        |
| Marie-Curie-Ring                               | Benannt nach Marie Curie, | Lage, Südstadt (PLZ 24941)                        |        |
| Marienallee Marieallé                          | Führt zum Gebiet, das früher dem Kirchspiel St. Marien gehörte. | Lage, Friesischer Berg/Westliche Höhe (PLZ 24937) |        |
| Marienhof Mareigården                          | Die Gegend gehörte früher dem Kirchspiel St. Marien. Dort wurde im 18. Jahrhundert der landwirtschaftliche Betrieb Marienhof angelegt. Am 14. Oktober 1924 wurde einer neuen Straße im Gebiet, an der zuvor eine Wohnsiedlung errichtet worden war, der Name „Marienhof“ zugeordnet. | Lage, Westliche Höhe (PLZ 24939)                  |        |
| Marienhölzungsweg Frueskovvej                  | Weg zur Marienhölzung sowie dem dortigen Forsthof Marienhölzungsweg. | Lage, Westliche Höhe (PLZ 24939)                  |        |
| Marienkirchhof Marie Kirkegård                 | Nach dem ehemaligen Kirchhof der Marienkirche. Bis zum Jahr 1813 wurden in der Kirche selbst sowie auf dem Kirchhof Tote beerdigt. Seit dem besagtem Jahr existierte als Ersatzbegräbnisstätte der Alte Friedhof. | Lage, Flensburger Innenstadt (PLZ 24937)          |        |
| Marienstraße Mariegade                         | Siehe Marienstraße (Flensburg) | Lage, Flensburger Innenstadt/Neustadt (PLZ 24937) |        |
| Marientreppe Marietrappen                      | Treppen, die auf den Marienberg führen, auf dem einst die Duburg stand. | Lage, Flensburger Innenstadt (PLZ 24939)          |        |
| Marie-Rasch-Straße                             | Benannt nach Marie Rasch (1823–1905), der ehemaligen Besitzerin des Hotels Rasch in der Großen Straße 56. | Lage, Engelsby (PLZ 24943)                        |        |
| Marrensberg Marensbjerg                        | Die Straße erhielt ihren Namen 1959. Der Name „Marren“ verweist darauf, dass das Gebiet des Berges früher dem Kirchspiel St. Marien gehörte. Die Straße steigt Richtung Osten an. Die Anhöhe (Lage) hat eine Höhe von ungefähr 52 m ü. NN. | Lage, Mürwik (PLZ 24944)                          |        |
| Marrensdamm Marensdam                          | Die Straße erhielt ihren Namen 1959. Der Name „Marren“ verweist darauf, dass das Gebiet früher dem Kirchspiel St. Marien gehörte. Das Wort „Damm“ hat die Bedeutung Teich. Doch welcher Teich im Gebiet namensgebend war, ist heutzutage unklar. Östlich des südlichen Bereichs der Straße, bei der Schule Friedheim, befindet sich heute ein solcher „Marrensteich“, ein „kleiner“ Ententeich. Aber auch westlich des südlichen Bereichs der Straße befindet sich hinter den Häusern versteckt ein „Marrensteich“, ein „großer“ Ententeich. | Lage, Mürwik (PLZ 24944)                          |        |
| Marrenshof Marens Gård                         | Die Straße Marrenshof liegt am Marrensdamm (Siehe dort). Am Ende des Marrenshofes liegt die Friedheim-Schule. | Lage, Mürwik (PLZ 24944)                          |        |
| Marsweg Marsvej                                | Der nach dem Mars benannte Marsweg liegt im Sternenviertel. Im Viertel existieren verschiedene Straßen, die nach Planeten benannt wurden. | Lage, Engelsby (PLZ 24943)                        |        |
| Martinsberg Martinsbjerg                       | Siehe Martinsberg | Lage, Südstadt (PLZ 24941)                        |        |
| Mathildenhof Mathildegården                    | Liegt bei der Mathildenstraße, siehe dort. | Lage, (PLZ )                                      |        |
| Mathildenstraße Mathildegade                   | Vermutlich benannt nach der dänischen Königin Caroline Mathilde, der Gemahlin des dänischen Königs Christian VII. | Lage, Friesischer Berg (PLZ 24937)                |        |
| Matthias-Claudius-Straße Matthias Claudiusgade | Benannt nach dem schleswig-Holsteinischen Dichter Matthias Claudius. | Lage, Westliche Höhe (PLZ 24939)                  |        |
| Mauseloch                                      | Eigentlich nur der Tunnel einer Fußgängerunterführung, dessen Weg keinen eigenen Namen besitzt. Bezeichnenderweise wäre wohl „Mauseweg“ richtig. Vgl. Mauseloch (Flensburg). | Lage, Flensburger Innenstadt/Jürgensby            |        |
| Max-Planck-Straße Max Plancks Gade             | Benannt nach dem Physiker Max Planck. | Lage, Südstadt (PLZ 24941)                        |        |
| Max-Reger-Straße Max Regers Gade               | Benannt am 5. Juli 1979 nach dem Komponisten Max Reger. Die Straße liegt im westlichen Bereich des Stadtteils Engelsby. Da viele der dortigen Straßen Namen bekannter Komponisten tragen, wird dieser Bereich auch Musikerviertel genannt. | Lage, Engelsby (PLZ 24943)                        |        |
| Meiereistraße Mejereigade                      | In der Straße, die ihren Namen 1899 offiziell erhalten hatte, befand sich früher eine Meierei, mit dem Firmennamen Flensburger Meierei eGmbH. Der Straßenname nimmt somit Bezug auf diese Meierei, die bis zum Jahr 1959 existierte, als sie mit der Adelbyer Meierei fusionierte. In dem Meiereigebäude Meiereistraße 7 wurde später die Moschee Fatih Camii (dt. Eroberer-Moschee) eingerichtet. In der Meiereistraße 4 befindet sich darüber hinaus auch seit 1935/36 der Gebäudekomplex der Panzerkaserne. Um 2019 wurde die Meiereistraße zum Wohnquartier Schwarzenbachtal hin verlängert. | Lage, Nordstadt (PLZ 24939)                       |        |
| Meisenstraße Mejsegade                         | Benannt nach der Vogelfamilie der Meisen. Die angrenzenden Straßen wurden ebenfalls nach Vögeln benannt. | Lage, Nordstadt (PLZ 24939)                       |        |
| Mergenthalstraße Mergenthalsgade               | Benannt nach dem Deutschamerikaner Ottmar Mergenthaler, dem Erfinder der Linotype-Setzmaschine. | Lage, Südstadt (PLZ 24941)                        |        |
| Merkurstraße Merkurgade                        | Im dortigen Sternenviertel existieren verschiedene Straßen, die nach Planeten benannt wurden; vgl. Merkur. | Lage, Engelsby (PLZ 24943)                        |        |
| Merveldstraße Merveldsgade                     | Bezieht sich auf einen Zweig des Adelsgeschlechtes Von Merveldt, der sich in Flensburg ansiedelte. Die Familie stellte zwei Bürgermeister der Stadt. | Lage, Südstadt (PLZ 24941)                        |        |
| Michelsenstraße Michaelsensgade                | Benannt nach Majors Sören Johann Michelsen der in der Schlacht von Bau fiel. Das Denkmal für die Gefallenen von Bau (am unteren Ende der Harrisleer Straße) in der Neustadt nennt auch seinen Namen. | Lage, Nordstadt (PLZ 24939)                       |        |
| Mistelhof Misteltengården                      | Benannt nach der Pflanzengattung der Misteln. | Lage, Mürwik (PLZ 24944)                          |        |
| Mittelstraße Mellemgade                        | Straße im Stadtbezirk Achter de Möhl. Die Straße liegt in der Mitte, zwischen Teichstraße und Waitzstraße. | Lage, Sandberg (PLZ 24937)                        |        |
| Mittelweg Mellemvej                            | Liegt ungefähr in der Mitte zwischen der Marienhölzung und der Bundesstraße 199. | Lage, Friesischer Berg (PLZ 24941)                |        |
| Molsenkoppel Molsenskobbel                     | Benannt nach dem Pädagogen und Förderer des Kleingartenwesens Hans Ulrich Molsen (* 8. August 1864; † 17. August 1909). | Lage, Westliche Höhe (PLZ 24939)                  |        |
| Moltkestraße Moltkesgade                       | Nach Generalfeldmarschall Helmuth Karl Bernhard von Moltke benannt. In derselben Straße befindet sich das Militärgerichtsgebäude der 18. Division, das heute als Wohnhaus dient. Weitere bauliche, militärische Bezüge sind in der Straße nicht gegeben. | Lage, Westliche Höhe (PLZ 24937)                  |        |
| Mommsenstraße Mommsensgade                     | Benannt nach dem Juristen Friedrich Mommsen. | Lage, Jürgensby (PLZ 24943)                       |        |
| Moorbachwinkel                                 | Liegt am Lachsbach. | Lage, Nordstadt (PLZ 24939)                       |        |
| Moordamm Mosedæmningen                         | Das Wort „Damm“ hat die Bedeutung Teich. Der Straßenname bedeutet also „Moorteich“. Unweit, im Bereich zwischen der Nerongsallee und der Wrangelstraße, befand sich ursprünglich ein großes Moor. Die Straße Moordamm erhielt ihren Namen im Jahre 1934. | Lage, Westliche Höhe (PLZ 24939)                  |        |
| Moorlücke Moseløkken                           | Es handelt sich um einen historischen Flurnamen. Möglicherweise befand sich beim Straßenbereich ursprünglich ein moorähnliches Gelände. Lücke bedeutet so viel wie Koppel, oder allgemeiner definiert: „eingefriedetes Flurstück“. Die Straße erhielt ihren Namen im Jahr 1937. | Lage, Jürgensby (PLZ 24943)                       |        |
| Moränenweg                                     | Straße die im Neubaugebiet von Tarup entsteht. Vgl. Moräne. | Lage, Tarup (PLZ 24943)                           |        |
| Möwenstraße Mågegade                           | Benannt nach der Vogelart der Möwen. Die angrenzenden Straßen sind ebenfalls nach Vogelarten benannt. | Lage, Nordstadt (PLZ 24939)                       |        |
| Mozartstraße Mozartsgade                       | Benannt am 5. April 1961 nach Wolfgang Amadeus Mozart. Die Straße liegt im westlichen Bereich des Stadtteils Engelsby. Da viele der dortigen Straßen Namen bekannter Komponisten tragen, wird dieser Bereich auch Musikerviertel genannt. | Lage, Engelsby (PLZ 24943)                        |        |
| Mühlendamm Mølledæmningen                      | Das Wort „Damm“ hat die Bedeutung Teich. „Mühlendamm“ ist also eine andere Bezeichnung für den Mühlenteich (vgl. auch Munketoft). | Lage, Sandberg (PLZ 24937)                        |        |
| * Mühlenhof Møllegården                        | Der Straßenname, welcher denselben Hintergrund hatte wie Mühlenholz (vgl. Mühlenholz), existiert nicht mehr. Der Hof wurde in den 2010er Jahren zum Platz ausgebaut und entspricht heute dem Willi-Sander-Platz. | Lage, Fruerlund                                   |        |
| Mühlenholz Mølleskoven                         | Der Name bezieht sich auf die ehemalige Sägemühle am Lautrupsbach. | Lage, Fruerlund (PLZ 24943)                       |        |
| Mühlenstraße Møllegade                         | Dort standen früher zwei, beziehungsweise drei Mühlen. | Lage, Westliche Höhe/Friesischer Berg (PLZ 24937) |        |
| Mühlental                                      | Name des Kreuzungsbereichs Husumer Straße/Ochsenweg. Ursprünglich befand sich dort eine Mühle. Das Mühlenwohnhaus im Ochsenweg 14, aus dem Jahr 1855, blieb bis heute erhalten. Im 20. Jahrhundert befand sich beim Mühlental über lange Zeit eine Gastwirtschaft. Heute befindet sich beidseitig der besagten Kreuzung eine Bushaltestelle mit dem Stationsnamen Mühlental. | Lage, Weiche (PLZ 24941)                          |        |
| Munkenholt                                     | Die Straße Munkenholt liegt neben der Straße Am Fördewald (Siehe dort). Der angrenzende Wald wurde früher „Munkenholt“ genannt. Der Waldname bedeutet „Mönchswald“ oder „Mönchs-Hölzug“, denn dort waren die Mönche des Zisterzienserklosters Rüde aktiv. | Lage, Mürwik (PLZ 24944)                          |        |
| Munketoft Munketoften                          | Munktetoft bedeutet „Mönchsfeld“. Das Gebiet gehörte früher zum Franziskanerkloster. Um 1575 wurde dort der Munktetoft-Weg für den Amtmann Peter Rantzau angelegt, der den dortigen Mühlenteich in zwei Teiche teilte, dem Kleinen und den Großen Mühlenteich. (Peter Rantzau konnte mittels des neuen Weges sein Angelgebiet erreichen, welches auf Amtsgrund lag.) | Lage, Südstadt/Sandberg (PLZ 24941/24937)         |        |
| Mürwiker Straße Mørviggade                     | Die Verbindungsstraße nach Mürwik entstand bis 1912 als Fortführung der Bismarckstraße (siehe dort). Die Straße wurde nach Wilhelm II. benannt, da sie bis zur Marineschule Mürwik führte, deren Einrichtung durch Kaiser Wilhelm veranlasst worden war. Die Straße wurde nach dem Zweiten Weltkrieg, nach Aufforderung des Kontrollrates, in Mürwiker Straße umbenannt, wobei eine Mürwiker Straße schon existierte. Die parallel verlaufende Straße, die heutige Fruerlunder Straße, hieß zuvor schon Mürwiker Straße. Die Umbenennung der „alten“ Mürwiker Straße in Fruerlunder Straße erfolgte daher zeitgleich. Die Mürwiker Straße gehört heutzutage zu einer der wichtigsten Verkehrsrouten der Stadt. Sie führt zusammen mit der Bismarckstraße und der anschließenden Fördestraße von der Flensburger Innenstadt bis zum Twedter Plack und weiter Richtung Glücksburg. Vgl. für weiteres Mürwik. | Lage, Fruerlund/Mürwik (PLZ 24943/24944 )         |        |
| Museumsberg                                    | Berg auf dem das Alte Museum steht. | Lage, Friesischer Berg (PLZ 24937)                |        |

Fußnoten
1. ↑  Flensburger Tageblatt: Neue Arbeitsplätze: FFG kauft altes Danfoss-Werk in Flensburg, vom: 9. März 2015; abgerufen am: 9. November 2019
2. ↑  Die Duburg, Festung und Schloss auf der westlichen Höhe (Memento des Originals vom 21. Juni 2015 im Internet Archive)  Info: Der Archivlink wurde automatisch eingesetzt und noch nicht geprüft. Bitte prüfe Original- und Archivlink gemäß Anleitung und entferne dann diesen Hinweis., Seite 7 und 10
3. ↑  Manfred Jakubowski-Tiessen: Der frühe Pietismus in Schleswig-Holstein: Entstehung, Entwicklung und Struktur, Göttingen 1983, Seite 95
4. ↑  Straßenbenennungen für den Bebauungsplan "Hochfeld" (Nr. 236), S. 1 ff.
5. ↑  Vgl. Flensburg Atlas, Flensburg 1978, Karte 10 und 11
6. ↑  Dieter Pust: Flensburger Straßennamen. Gesellschaft für Flensburger Stadtgeschichte, Flensburg 2005, ISBN 3-925856-50-1, Artikel: Marienhof
7. ↑  Dieter Pust: Flensburger Straßennamen. Gesellschaft für Flensburger Stadtgeschichte, Flensburg 2005, ISBN 3-925856-50-1, Artikel: Marienkirchhof.
8. ↑  Benennung von Straßen Wohnbaugebiet “Kauslund-Osterfeld” (Bebauungsplan Nr. 232), S. 2 f.
9. ↑  Flensborg under krigen i 1864. Rasch’s Hotel, S. 4
10. ↑  Wilhelm Camphausen: Ein Maler auf dem Kriegsfelde. Illustriertes Tagebuch. – Bielefeld (u. a.): Velhagen & Klasing, 1913. Digitalisierte Ausgabe, S. 4 f.
11. ↑  Karte von Flensburg Nord 1904 (Memento des Originals vom 29. Februar 2012 im Internet Archive)  Info: Der Archivlink wurde automatisch eingesetzt und noch nicht geprüft. Bitte prüfe Original- und Archivlink gemäß Anleitung und entferne dann diesen Hinweis., abgerufen am: 10. Mai 2015
12. ↑  Schule Friedheim
13. ↑  Flensburg, Stadtteil — Engelsby (Memento vom 18. November 2010 im Internet Archive); abgerufen am 18. Februar 2015
14. ↑  Schriften der Gesellschaft für Flensburger Stadtgeschichte (Hrsg.): Flensburg in Geschichte und Gegenwart. Flensburg 1972, Seite 444
15. ↑  Dieter Pust: Flensburger Straßennamen. Gesellschaft für Flensburger Stadtgeschichte, Flensburg 2005, ISBN 3-925856-50-1, Artikel: Meiereistraße
16. ↑  Vgl. auch: Flensburger Stadtarchiv: Pachtangebot der Flensburger Meierei an die Stadt
17. ↑  Vgl. Flensburger Tageblatt: Harrislee - Flensburg: Von der Milchwirtschaft zur Moschee, vom: 20. September 2011; abgerufen am: 2. Februar 2017
18. ↑  Neue Straßennamen im Wohnquartier Schwarzenbachtal, vom: 3. Juli 2019; abgerufen am: 30. Oktober 2019
19. ↑  Das Gefecht in der Neustadt (1848); abgerufen am 1. März 2015.
20. ↑  Dieter Pust: Flensburger Straßennamen. Gesellschaft für Flensburger Stadtgeschichte, Flensburg 2005, ISBN 3-925856-50-1, Artikel: Moordamm und Moorlücke
21. ↑  RV-110/2006, Straßenbenennungen, vom: 6. September 2006; abgerufen am: 14. November 2019
22. ↑  Vgl. Dieter Pust: Flensburger Straßennamen. Gesellschaft für Flensburger Stadtgeschichte, Flensburg 2005, ISBN 3-925856-50-1, Artikel: Moordamm und Moorlücke
23. ↑  Flensburg, Stadtteil — Engelsby (Memento vom 18. November 2010 im Internet Archive); abgerufen am 18. Februar 2015
24. ↑  Vgl. Flensburg: Mühlenhof Richtung Volkspark, abgerufen am: 6. März 2015
25. ↑  Dieter Pust: Flensburger Straßennamen. Gesellschaft für Flensburger Stadtgeschichte, Flensburg 2005, ISBN 3-925856-50-1, Artikel: Mühlenhof und Mühlenholz
26. ↑  Dieter Pust: Flensburger Straßennamen. Gesellschaft für Flensburger Stadtgeschichte, Flensburg 2005, ISBN 3-925856-50-1, Artikel: Mühlenstraße
27. ↑  Gesellschaft für Flensburger Stadtgeschichte (Hrsg.): Flensburg in Geschichte und Gegenwart. Flensburg 1972, Seite 445
28. ↑  Flensburger Tageblatt: Vor 60 Jahren: Erna Petersen heiratete Jürgen Petersen, vom: 29. Juni 2010; abgerufen am: 6. Januar 2018
29. ↑  Flensburger Tageblatt: Bürger-Workshop: Fernbahnhof Flensburg-Weiche: „Noch mehr Blech auf dem Ochsenweg“, vom: 21. März 2016; abgerufen am: 6. Januar 2018
30. ↑  Gerret Liebing Schlaber: Vom Land zum Stadtteil. Flensburgs Stadtfeld und die eingemeindeten Dörfer in Bild und Wort ca. 1860–1930. Flensburg 2009. Seite 84
31. ↑  Flensburg Mobil. Bushaltestelle Mühlental (Richtung: Gartenstadt Weiche/Nikolaus-Matthiesen-Str.), abgerufen am: 6. Januar 2018
32. ↑  Neue Brücke im Tremmeruper Forst. In: Flensburger Tageblatt. 24. Oktober 2011, abgerufen am 30. Januar 2015 sowie: Karte von Flensburg Nord 1904 (Memento des Originals vom 29. Februar 2012 im Internet Archive)  Info: Der Archivlink wurde automatisch eingesetzt und noch nicht geprüft. Bitte prüfe Original- und Archivlink gemäß Anleitung und entferne dann diesen Hinweis., abgerufen am: 25. Mai 2015; Auf besagter Karte findet man als Namen für den Wald den Namen „Munkenskov“.
33. ↑  Flensburg, Südstadt Bahnhofsumfeld, Vorbereitende Untersuchungen nach §141 BauGB (Memento des Originals vom 4. März 2016 im Internet Archive)  Info: Der Archivlink wurde automatisch eingesetzt und noch nicht geprüft. Bitte prüfe Original- und Archivlink gemäß Anleitung und entferne dann diesen Hinweis. (PDF), Seite 12
34. ↑  Flensburger Tageblatt: 100 Jahre Eingemeindung: Der graue Esel und des Kaisers Piste, vom: 6. Mai 2010; abgerufen am: 4. März 2015
35. ↑  Flensburger Tageblatt: Sonderveröffentlichung: Vor 100 Jahren: Vier Dörfer für die Stadt, vom: 1. April 2010; abgerufen am: 2. März 2015
36. ↑  Flensburger Tageblatt: Blick auf die Jahresringe der wachsenden Stadt, vom 11. August 2012; abgerufen am: 26. Februar 2015
37. ↑  Flensburger Tageblatt: 100 Jahre Eingemeindung: Der graue Esel und des Kaisers Piste, vom: 6. Mai 2010; abgerufen am: 4. März 2015